# Course en ligne féminine aux championnats du monde de cyclisme sur route 2014
Navigation
Florence 2013 Richmond 2015
La course en ligne féminine des championnats du monde de cyclisme sur route 2014 a lieu le 27 septembre 2014 dans la région de Ponferrada, en Espagne.
Le titre a été remporté par la Française Pauline Ferrand-Prévot lors d'un sprint d'une dizaine de coureuses respectivement devant l'Allemande Lisa Brennauer et la Suédoise Emma Johansson.

## Parcours
Le parcours est constitué de sept tours d'un circuit long de 18,2 km.

## Participation

### Système de sélection
Qualifiées par pays.
| Compétition                           | Position          | Nombre de qualifiées      | Pays                                                                                            |
| ------------------------------------- | ----------------- | ------------------------- | ----------------------------------------------------------------------------------------------- |
| Classement UCI par pays               | 1-5               | 14 inscrites, 7 partantes | Pays-Bas Italie États-Unis Suède Allemagne                                                      |
| Classement UCI par pays               | 6-15              | 13 inscrites, 6 partantes | Royaume-Uni Russie France Belgique Australie Canada Biélorussie Nouvelle-Zélande Brésil Pologne |
| Classement UCI par pays               | 16-20             | 10 inscrites, 5 partantes | Afrique du Sud Ukraine Suisse Norvège Venezuela                                                 |
| Classement UCI par pays               | Autres pays       | 6 inscrites, 3 partantes  | TBD                                                                                             |
| Championnats                          | Coureuse          | Coureuse                  | Coureuse                                                                                        |
| Championne du monde 2013              | Marianne Vos      | Marianne Vos              | Marianne Vos                                                                                    |
| Championne d'Afrique                  | Ashleigh Moolman  | Ashleigh Moolman          | Ashleigh Moolman                                                                                |
| Championne panaméricaine              | Arlenis Sierra    | Arlenis Sierra            | Arlenis Sierra                                                                                  |
| Championne d'Asie                     | Mei Yu Hsiao      | Mei Yu Hsiao              | Mei Yu Hsiao                                                                                    |
| Championne d'Europe (moins de 23 ans) | Sabrina Stultiens | Sabrina Stultiens         | Sabrina Stultiens                                                                               |
| Championne d'Océanie                  | Jessica Allen     | Jessica Allen             | Jessica Allen                                                                                   |

Note : TBD signifie to be defined, soit « pas encore défini ».

### Favoris
La principale favorite est la tenante du titre la néerlandaise Marianne Vos. On cite Lizzie Armistead, Emma Johansson et Lisa Brennauer, qui vient de remporter le titre sur le contre-la-montre individuel, comme ses principales adversaires.

Les Italiennes Elisa Longo Borghini, Giorgia Bronzini et Rossella Ratto ainsi que Pauline Ferrand-Prévot, Shelley Olds et Tiffany Cromwell font figure d'outsiders.

## Déroulement de la course
Au début du second tour, Shani Bloch attaque mais est immédiatement reprise. Dans la descente du second tour, une chute massive se produit. cela désorganise la course. Ce n'est qu'au quatrième tour que Špela Kern passe à l'offensive. Son avance culmine à quarante secondes, mais elle est rejointe dans le sixième tour. L'équipe des Pays-Bas accélère le rythme dans la côte. Alison Powers place une accélération dans le début de l'avant-dernier tour. Lizzie Armitstead mène la poursuite et Powers est rapidement reprise. Evelyn Stevens contre immédiatement mais sans plus de succès. À trente kilomètres de l'arrivée, la pluie se met à tomber sur le circuit. Après quelques attaques des Britanniques, Rachel Neylan trouve la brèche. Elle est ensuite rejointe par Rossella Ratto puis Lizzie Armitstead, avant qu'un regroupement général ne se produise. Au dernier passage sur la ligne, le groupe de tête compte dix-sept coureuses. Un groupe de quatre puis cinq s'échappe alors. Il s'agit d'Ellen van Dijk, Katarzyna Niewiadoma, Rossella Ratto et Rachel Neyland puis Claudia Lichtenberg. Rapidement repris, Trixi Worrack passe à l'attaque à douze kilomètres de l'arrivée. Evelyn Stevens produit l'attaque suivante mais Marianne Vos la marque. Van Dijk et Neyland retentent leur chance sans résultat. Tout se joue dans l'ultime ascension. Trixi Worrack accélère mais ne distance pas le groupe. À l'approche du sommet Emma Johansson attaque. Seule Vos, Lizzie Armitstead et Elisa Longo Borghini parviennent à suivre. Elles effectuent la descente ensemble, mais ne coopèrent pas sur le plat. Emma Johansson part mais est prise en chasse par Marianne Vos. Elisa Longo Borghini place un contre, mais la Néerlandaise réagit aussitôt. Les quatre échappées tergiversent au passage de la flamme rouge. Elles sont reprises par le groupe de poursuivantes. Marianne Vos lance le sprint, mais se fait remonter par Pauline Ferrand-Prévot et Lisa Brennauer. La Française s'impose.

## Classement
Sur les 134 participantes, 59 coureuses ont parcouru les 127,4 km.
|                           | Coureuse                   | Pays             |    | Temps           |
| ------------------------- | -------------------------- | ---------------- | -- | --------------- |
| Médaille d'or, monde      | Pauline Ferrand-Prévot     | France           | en | 3 h 29 min 21 s |
| Médaille d'argent, monde  | Lisa Brennauer             | Allemagne        | +  | 0 s             |
| Médaille de bronze, monde | Emma Johansson             | Suède            |    | 0 s             |
| 4                         | Giorgia Bronzini           | Italie           |    | 0 s             |
| 5                         | Tiffany Cromwell           | Australie        |    | 0 s             |
| 6                         | Shelley Olds               | États-Unis       |    | 0 s             |
| 7                         | Lizzie Armitstead          | Grande-Bretagne  |    | 0 s             |
| 8                         | Linda Villumsen            | Nouvelle-Zélande |    | 0 s             |
| 9                         | Hanna Solovey              | Ukraine          |    | 0 s             |
| 10                        | Marianne Vos               | Pays-Bas         |    | 0 s             |
| 11                        | Katarzyna Niewiadoma       | Pologne          |    | 0 s             |
| 12                        | Evelyn Stevens             | États-Unis       |    | 3 s             |
| 13                        | Rossella Ratto             | Italie           |    | 3 s             |
| 14                        | Elisa Longo Borghini       | Italie           |    | 3 s             |
| 15                        | Claudia Lichtenberg        | Allemagne        |    | 6 s             |
| 16                        | Audrey Cordon              | France           |    | 41 s            |
| 17                        | Chantal Blaak              | Pays-Bas         |    | 41 s            |
| 18                        | Paulina Brzeźna-Bentkowska | Pologne          |    | 41 s            |
| 19                        | Małgorzata Jasińska        | Pologne          |    | 41 s            |
| 20                        | Ashleigh Moolman           | Afrique du Sud   |    | 41 s            |
| 21                        | Elena Kuchinskaya          | Russie           |    | 41 s            |
| 22                        | Eri Yonamine               | Japon            |    | 41 s            |
| 23                        | Doris Schweizer            | Suisse           |    | 41 s            |
| 24                        | Rachel Neylan              | Australie        |    | 41 s            |
| 25                        | Flávia Oliveira            | Brésil           |    | 41 s            |
| 26                        | Anna Sanchis               | Espagne          |    | 41 s            |
| 27                        | Sofie De Vuyst             | Belgique         |    | 47 s            |
| 28                        | Tetyana Riabchenko         | Ukraine          |    | 47 s            |
| 29                        | Ellen van Dijk             | Pays-Bas         |    | 47 s            |
| 30                        | Ane Santesteban            | Espagne          |    | 47 s            |
| 31                        | Christine Majerus          | Luxembourg       |    | 47 s            |
| 32                        | Trixi Worrack              | Allemagne        |    | 47 s            |
| 33                        | Lucinda Brand              | Pays-Bas         |    | 47 s            |
| 34                        | Kelly Druyts               | Belgique         |    | 1 min 10 s      |
| 35                        | Serika Gulumá              | Colombie         |    | 1 min 10 s      |
| 36                        | Jessenia Meneses           | Colombie         |    | 1 min 24 s      |
| 37                        | Tatiana Guderzo            | Italie           |    | 2 min 41 s      |
| 38                        | Annie Last                 | Grande-Bretagne  |    | 3 min 06 s      |
| 39                        | Julie Leth                 | Danemark         |    | 3 min 06 s      |
| 40                        | Maaike Polspoel            | Belgique         |    | 3 min 06 s      |
| 41                        | Lauren Hall                | États-Unis       |    | 5 min 30 s      |
| 42                        | Emilie Moberg              | Norvège          |    | 5 min 46 s      |
| 43                        | Élise Delzenne             | France           |    | 5 min 46 s      |
| 44                        | Amélie Rivat               | France           |    | 5 min 46 s      |
| 45                        | Polona Batagelj            | Slovénie         |    | 5 min 46 s      |
| 46                        | Špela Kern                 | Slovénie         |    | 5 min 46 s      |
| 47                        | Megan Guarnier             | États-Unis       |    | 5 min 46 s      |
| 48                        | Katrin Garfoot             | Australie        |    | 5 min 46 s      |
| 49                        | Sara Mustonen              | Suède            |    | 5 min 51 s      |
| 50                        | Alexandra Burchenkova      | Russie           |    | 5 min 51 s      |
| 51                        | Anastasia Chulkova         | Russie           |    | 5 min 51 s      |
| 52                        | Mayuko Hagiwara            | Japon            |    | 5 min 51 s      |
| 53                        | Charlotte Becker           | Allemagne        |    | 5 min 51 s      |
| 54                        | Sari Saarelainen           | Finlande         |    | 8 min 38 s      |
| 55                        | Elena Cecchini             | Italie           |    | 8 min 45 s      |
| 56                        | Sabrina Stultiens          | Pays-Bas         |    | 11 min 06 s     |
| 57                        | Carlee Taylor              | Australie        |    | 11 min 44 s     |
| 58                        | Verónica Leal              | Mexique          |    | 11 min 44 s     |
| 59                        | Paz Bash                   | Israël           |    | 12 min 28 s     |

### Abandons
75 coureuses n'ont pas terminé.
| Coureuse                 | Pays                       |
| ------------------------ | -------------------------- |
| Uênia Fernandes Da Souza | Brésil                     |
| An-Li Kachelhoffer       | Afrique du Sud             |
| Anna Christian           | Grande-Bretagne            |
| Stephanie Pohl           | Allemagne                  |
| Hannah Barnes            | Grande-Bretagne            |
| Susanna Zorzi            | Italie                     |
| Alison Powers            | États-Unis                 |
| Amy Pieters              | Pays-Bas                   |
| Iris Slappendel          | Pays-Bas                   |
| Sara Olsson              | Suède                      |
| Valentina Scandolara     | Italie                     |
| Daiva Tušlaitė           | Lituanie                   |
| Lija Laizāne             | Lettonie                   |
| Kataržina Sosna          | Lituanie                   |
| Jacqueline Hahn          | Autriche                   |
| Ewelina Szybiak          | Pologne                    |
| Désirée Ehrler           | Suisse                     |
| Tatiana Antoshina        | Russie                     |
| Emilia Fahlin            | Suède                      |
| Tayler Wiles             | États-Unis                 |
| Lotta Lepistö            | Finlande                   |
| Joanne Kiesanowski       | Nouvelle-Zélande           |
| Eline Gleditsch Brustad  | Norvège                    |
| Aude Biannic             | France                     |
| Romy Kasper              | Allemagne                  |
| Loren Rowney             | Australie                  |
| Kseniya Tuhai            | Biélorussie                |
| Émilie Aubry             | Suisse                     |
| Lex Albrecht             | Canada                     |
| Nicole Hanselmann        | Suisse                     |
| Martina Ritter           | Autriche                   |
| Linda Indergand          | Suisse                     |
| Linnea Sjöblom           | Suède                      |
| Reta Trotman             | Nouvelle-Zélande           |
| Dana Rožlapa             | Lettonie                   |
| Kathryn Bertine          | Saint-Christophe-et-Niévès |
| Liisa Ehrberg            | Estonie                    |
| Daniela Reis             | Portugal                   |

| Coureuse                 | Pays             |
| ------------------------ | ---------------- |
| Mia Radotić              | Croatie          |
| Varvara Fasoi            | Grèce            |
| Alice Barnes             | Grande-Bretagne  |
| Lucy Garner              | Grande-Bretagne  |
| Corinna Lechner          | Allemagne        |
| Eugénie Duval            | France           |
| Lavinia Rolea            | Roumanie         |
| Alena Amialiusik         | Biélorussie      |
| Eugenia Bujak            | Pologne          |
| Roxane Knetemann         | Pays-Bas         |
| Heidi Dalton             | Afrique du Sud   |
| Antonela Ferenčić        | Croatie          |
| Milda Jankauskaitė       | Lituanie         |
| Ana Teresa Casas         | Mexique          |
| Veronika Kormos          | Hongrie          |
| Liisi Rist               | Estonie          |
| Diána Szurominé Pulsfort | Hongrie          |
| Shani Bloch              | Israël           |
| Ursa Pintar              | Slovénie         |
| Alexandra Nessmar        | Suède            |
| Annelies Van Doorslaer   | Belgique         |
| Miriam Bjørnsrud         | Norvège          |
| Jessie Daams             | Belgique         |
| Oxana Kozonchuk          | Russie           |
| Anna Plichta             | Pologne          |
| Joëlle Numainville       | Canada           |
| Lizzie Williams          | Australie        |
| Ann-Sophie Duyck         | Belgique         |
| Leah Kirchmann           | Canada           |
| Thalita de Jong          | Pays-Bas         |
| Mara Abbott              | États-Unis       |
| Karol-Ann Canuel         | Canada           |
| Anastasiia Iakovenko     | Russie           |
| Martina Sáblíková        | Tchéquie         |
| Sheyla Gutiérrez         | Espagne          |
| Emily Collins            | Nouvelle-Zélande |
| Clemilda Fernandes       | Brésil           |